# Дом отдиха
Дом о́тдиха (рос. Дом отдыха) — селище у складі Ішимського району Тюменської області, Росія.
Стара назва — Дом Отдиха.
Населення — 186 осіб (2010, 226 у 2002).
Національний склад станом на 2002 рік:
- росіяни — 95 %